# Marie Serneholt

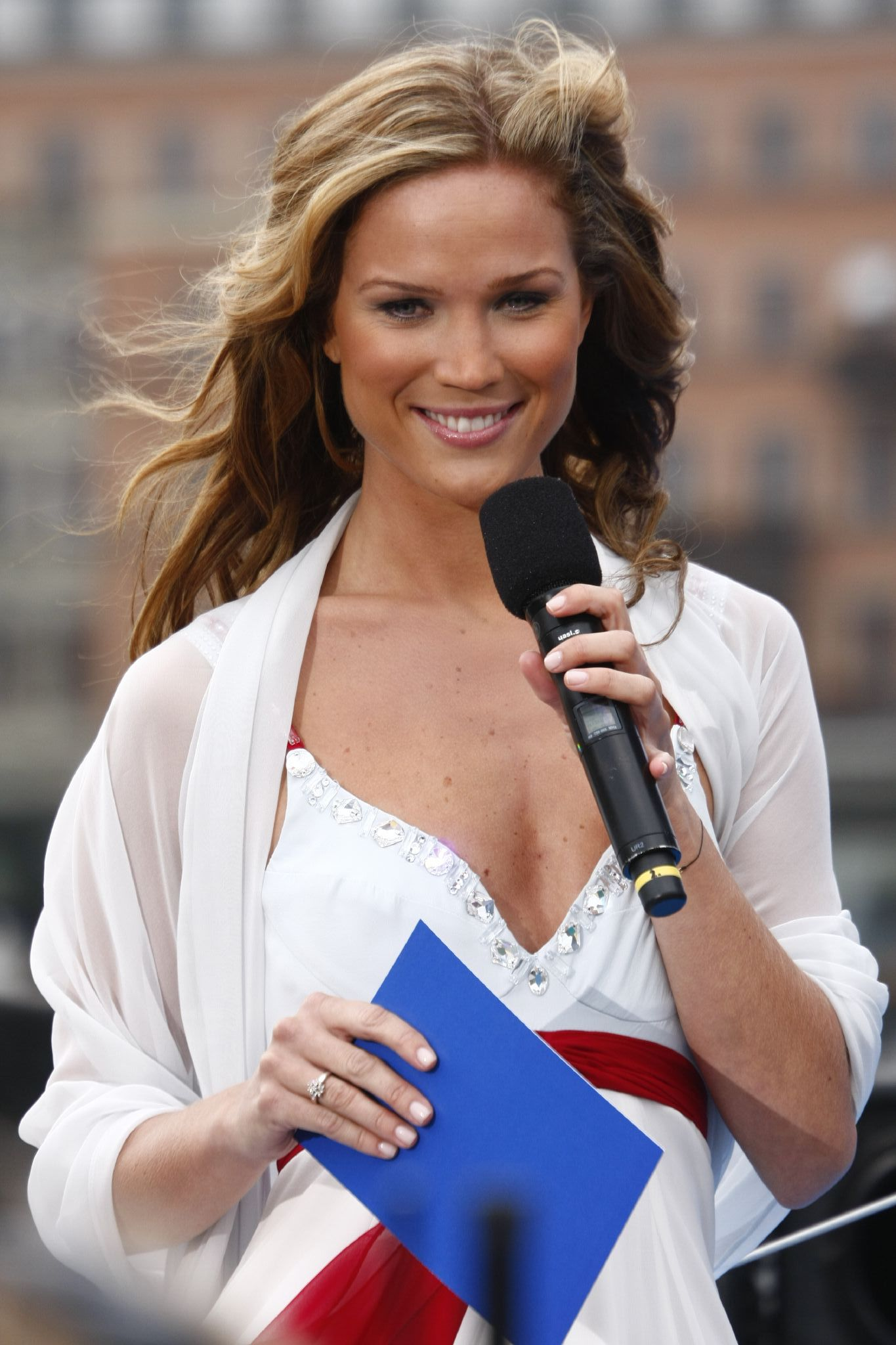
Marie Serneholt på Skeppsbron i Stockholm under SVT:s Nationaldagsfirande 2009.

Marie Eleonor Serneholt, född 11 juli 1983 i Lidingö församling, Stockholms län, är en svensk sångerska, programledare och modell.

## Karriär

### Musikkarriär
Serneholt startade sin musikaliska karriär i gruppen A-Teens, som 1998 bildades för att sjunga Abba-covers. Våren 2006 släppte hon sin första solosingel, That's the Way My Heart Goes, skriven av Jörgen Elofsson.
Hon medverkade i Melodifestivalen 2009 med låten "Disconnect Me" där hon slutade sexa i sin deltävling i Göteborg. 
Den 4 februari 2012 medverkade hon i Melodifestivalen, denna gång som artist, och framförde låten "Salt & Pepper" av Figge Boström samt Lina och Mårten Eriksson.
I den första deltävlingen av Melodifestivalen 2024 återförenades Serneholt med de andra medlemmarna i A-teens och uppträdde inför publiken som mellanakt i tävlingen för att dels fira 50-årsjubileet av ABBA:s vinst i Melodifestivalen 1974, dels fira 25-års-jubileet av sitt eget bildande som grupp 1999. Detta var gruppens första officiella framträdande sedan den splittrades 2006.

### Programledarskap
Under SVT:s sändningar från Sveriges nationaldagsfirande 2009 var hon och André Pops programledarpar.
Marie Serneholt var programledare för Melodifestivalen 2011 tillsammans med Rickard Olsson. Där gjorde de bland annat parodi på musikvideon till Aquas Barbie Girl. Den 16 juli 2011 visades avsnittet när Serneholt var den sjätte av nio programledare för talkshowen Sommarkväll i SVT1. Under hösten 2011 var Serneholt programledare för SVT:s familjeunderhållningsprogram Helt magiskt tillsammans med Malin Olsson.
Hon blev hösten 2013 programledare för TV-programmet Bingolotto, samt för frågesportprogrammet Upp till miljonen. I augusti 2014 efterträddes Serneholt av Ingvar Oldsberg som programledare av Bingolotto.

### Andra yrken och uppdrag
Efter flera framgångsrika album tog A-Teens en längre paus (och slutlig upplösning 2006), och Serneholt gjorde bland annat reklam för kosmetikaföretaget Maybelline.
Hösten 2008 medverkade Serneholt i TV4:s Stjärnor på is. Hon deltog i Inför Eurovision Song Contest 2009 och i 2010 års jury.
2010 spelade hon den kvinnliga huvudrollen i musikalen Grease på Göta Lejon mot Sebastian Karlsson. I november och december 2011 medverkade hon ihop med Lasse Kronér, Andreas Johnson och Elisabeth Andreassen i en återkommande julkonsert som sattes upp i flera svenska städer.
Serneholt var jurymedlem och coach i talangprogrammet X Factor 2012 i TV4.
Serneholt medverkade i Let's Dance 2015.
Marie Serneholt har även dubbat filmer, bland annat i Robotar från 2005 och i småroller som Herbie: Fulltankad, Berättelsen om Narnia: Häxan och lejonet och i Tingeling 2008.
År 2024 medverkade hon i underhållningsprogrammet Förrädarna på TV4 och följande år deltog hon i Masked Singer Sverige på samma kanal.

## Diskografi

### Med A-Teens
- 1999 – The Abba Generation
- 2001 – Teen Spirit
- 2002 – Pop 'til You Drop!
- 2003 – New Arrival
- 2004 – Greatest Hits

### Som soloartist
- 2006 – Enjoy the Ride
- 2009 – Melodifestivalen 2009 - Disconnect Me
- 2012 – Melodifestivalen 2012 - Salt & Pepper

## Teater

### Roller
| År   | Roll     | Produktion                                                 | Regi           | Teater     |
| ---- | -------- | ---------------------------------------------------------- | -------------- | ---------- |
| 1992 | Madicken | Madicken Astrid Lindgren                                   | Pernilla Skifs | Göta Lejon |
| 2010 | Sanna    | Grease - den svenska versionen Jim Jacobs och Warren Casey | Hans Marklund  | Göta Lejon |